# Epipterygium rigidum
Epipterygium rigidum là một loài rêu trong họ Bryaceae. Loài này được Lindb. mô tả khoa học đầu tiên năm 1892.